# Вернер Фризе
Вернер Фризе (Дрезден, 30. март 1946 — Дрезден, 28. септембар 2016) био је источнонемачки фудбалер, играо је на позицији голмана.

## Каријера
У каријери је играо за Локомотиву Дрезден, Локомотиву Лајпциг, Ворватс Котбус-Суд и Хеми Белен. Са Локомотивом из Лајпцига је освојио Куп Источне Немачке 1976. године.
Био је у саставу репрезентације Источне Немачке на ФИФА Светском првенству 1974. године у Западној Немачкој, као резервни голман.
Умро је 28. септембра 2016. године, пошто је боловао од рака.

## Успеси

### Клуб
Локомотива Лајпциг
- Куп Источне Немачке: 1976.